# 德國國防軍陸軍第353步兵師
德國國防軍陸軍第353步兵師（德語：353. Infanterie-Division）是納粹德國國防軍陸軍的一個步兵師。該師於1943年11月組建。
該師組建後，一直在西線作戰。
該師最後於1945年4月在魯爾口袋被圍投降。

## 註腳
1. ↑  Mitcham（2007年）